# Schlettau
Schlettau est une petite ville de Saxe (Allemagne), située dans l'arrondissement des Monts-Métallifères, dans le district de Chemnitz. Elle est arrosée par la Zschopau. Elle est connue pour son château de Schlettau.

## Histoire
Un petit fort est construit vers 1100 pour surveiller le cours de la Zschopau et le passage à travers la montagne vers Preßnitz. Les seigneurs de Schönburg sont les ministériels de l'endroit, appelé aussi Sletin ou Sleten. Ils se mettent au service des rois de Bohême. Bernard et Frédéric de Schönburg tiennent comme fiefs en 1351, Schlettau, Preßnitz, Hassenstein. Schlettau fait partie des domaines de l'abbaye de Grünhain en 1413. Schlettau, désignée en 1367 comme oppidum dans les textes, devient ville au milieu du XVe siècle et obtient les privilèges de ville de montagne en 1515. La réforme protestante pénètre en 1527-1529 et Schlettau n'est plus domaine de l'abbaye. Elle passe sous le pouvoir de la maison des Wettin.
La ville est saccagée pendant la guerre de Trente Ans.
Schlettau est reliée par le train en 1889. Le château, qui abritait partiellement une fabrique, est acquis par la ville en 1930.

## Jumelage
- Místo (Tchéquie)

## Architecture
- L'église luthérienne
- Le château de Schlettau

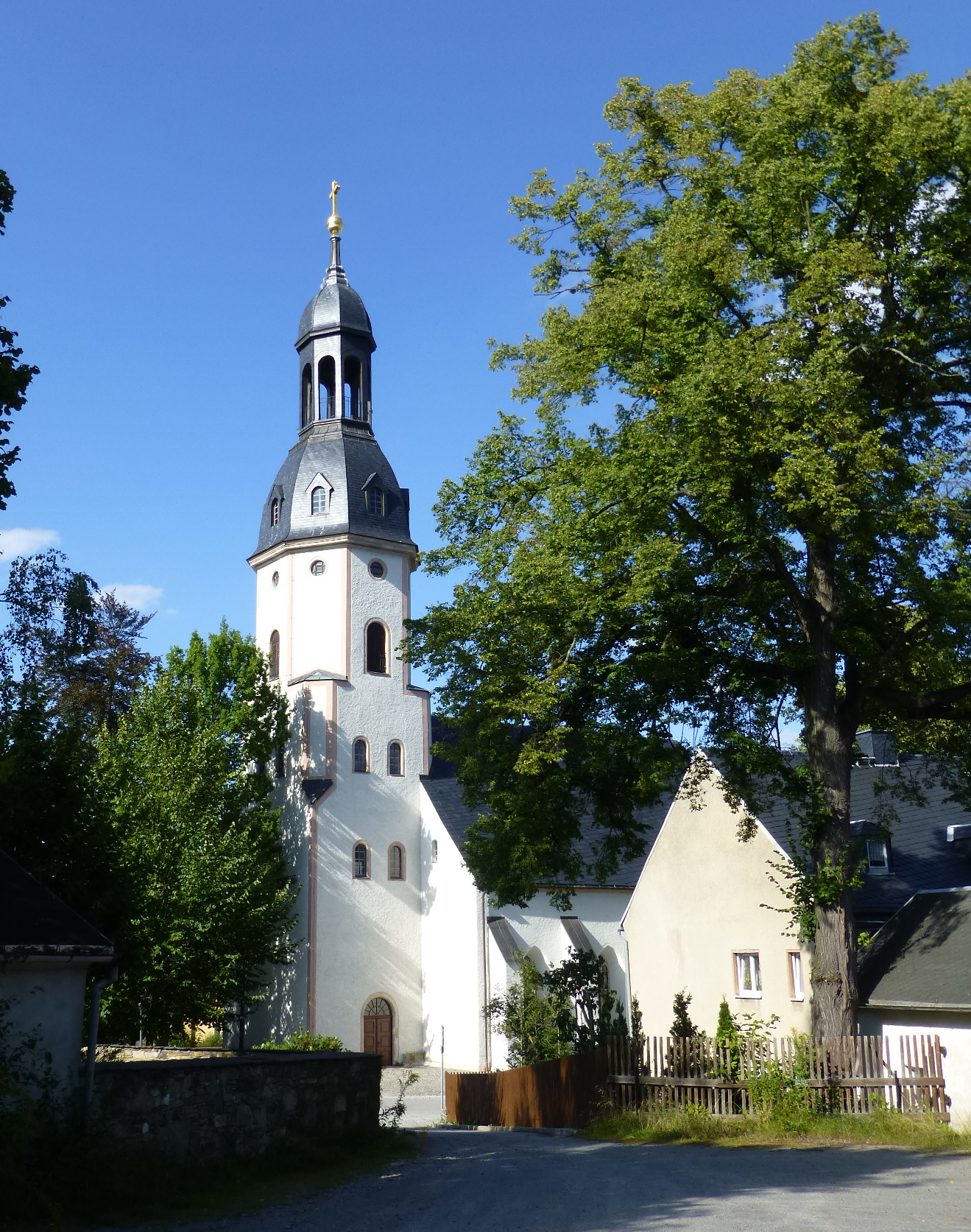
L'église avec sa tour octogonale et son clocheton.

- La Reutherhaus avec sa colonne postale du XVIIIe siècle